# موئو
موئو (به لاتین: Muo) یک منطقهٔ مسکونی در مونته‌نگرو است که در شهرداری کوتور واقع شده‌است. موئو ۶۱۹ نفر جمعیت دارد.